# 内田雅之
内田 雅之（うちだ まさゆき、1962年3月17日 - ）は、日本の実業家。
全日本プロレスを運営していた全日本プロ・レスリングの代表取締役社長（第7代）、プロレスリング・ノアを運営するノア・グローバルエンタテインメントの取締役会長を歴任した。

## 経歴・人物
1962年3月17日、北海道久遠郡せたな町出身。医療コンサルタント会社を北海道で経営していたが、2004年に上京。
プロレスラーの武藤敬司と長年の交友があり、武藤が全日本プロレス社長に就任してからは度々武藤に経営上のアドバイスをしていたという。その後、2005年に武藤の要請に応じて全日本プロ・レスリング取締役に就任。全日本の番頭として数々の経営戦略を立案、展開を推進。
2011年6月7日、全日本プロレス所属選手の不祥事発生の責任を取り、武藤敬司が全日本プロ・レスリング社長を辞任したことから、内田が急遽第7代社長に就任し、団体再建を図ることとなった。
新日本プロレスの菅林直樹社長とは同郷ということもあって話す機会も多く、2012年の40周年記念興行の合同開催を実現に至った。
2013年5月31日、代表取締役社長を退任。
2016年9月、全日本プロレスそしてWrestle-1時代から友好関係にあるジミー鈴木が音頭を取って興した新団体「ダイアモンドスターズレスリング」（会長・島田秀雄、社長・玉城杏経）の「コミッショナー」に就任。9月25日に新木場で行われた旗揚げ戦ではリングに上がりNWA世界タッグ選手権試合とブリティッシュ・スーパースラム選手権試合の認定書を読み上げている。
同年11月、プロレスリング・ノアの新運営会社となるノア・グローバルエンタテインメントの会長に就任。
2019年1月31日をもって取締役会長を退任し、翌2月よりプロレスリング・ノアの新オーナー企業であるリデットエンターテインメント株式会社の特別顧問に就任するも同年3月末をもって退任した。